# Okręg Marin
Okręg Marin (fr. Arrondissement du Marin) – okręg na Martynice. Populacja wynosi 119 tysięcy.

## Podział administracyjny
W skład okręgu wchodzą następujące kantony:
- Anses-d’Arlet,
- Diamant.
- Ducos,
- François-1-Nord,
- François-2-Sud,
- Marin,
- Rivière-Pilote,
- Rivière-Salée,
- Sainte-Anne,
- Sainte-Luce,
- Saint-Esprit,
- Trois-Îlets,
- Vauclin.